# EC XV de Novembro (Piracicaba)
Der Esporte Clube XV de Novembro, oder in Unterscheidung zu Vereinen gleichen Namens vereinfacht XV de Piracicaba genannt, ist ein brasilianischer Fußballverein aus Piracicaba im Bundesstaat São Paulo.
Der Verein ist am 15. November 1913, dem vierundzwanzigsten Jahrestag des Sturzes der Monarchie und der Proklamation der Republik, gegründet und in Reminiszenz an diesen Tag benannt wurden. XV de Piracicaba hat drei Spielzeiten von 1977 bis 1979 in der höchsten Spielklasse der brasilianischen Meisterschaft gespielt. 2003 ist der Verein mit dem Abstieg aus der dritten und damals niedrigsten Spielklasse (Série C) aus der nationalen Meisterschaft ausgeschieden.
Den bisher größten Erfolg in der Staatsmeisterschaft markiert der Finaleinzug 1976, wo man mit 0:1 gegen die SE Palmeiras unterlegen war. 2016 ist der Verein in die zweite Staatsliga abgestiegen. Dagegen steht mit dem Sieg im Finale des Staatspokals gegen Ferroviária (2:0; 1:3; 4:2 i. E.) der erste große Titelgewinn zu Buche, der XV de Piracicaba nach dreizehn Jahren wieder für die nationale Meisterschaft qualifiziert.
Seit 2008 unterhielt XV de Piracicaba auch eine Frauenmannschaft, die seit 2011 auch in der Staatsmeisterschaft der Frauen vertreten war. Im Februar 2018 wurde die Auflösung des Frauenteams aus Kostengründen bekannt gegeben, womit der Club auf sein Startrecht in der Série A2 2018 verzichtete.

## Erfolge
Fußball
- Meister der brasilianischen Série C: 1995
- Copa Centro-Oeste: 1969
- Staatspokal von São Paulo: 2016, 2022

Basketball
- Staatsmeister von São Paulo: 1958, 1960